# Sándor Szomori
Sándor Szomori (Boedapest, 6 november 1910 – aldaar, 27 oktober 1989) was een Hongaars handballer.
Op de Olympische Spelen van 1936 in Berlijn eindigde hij op de vierde plaats met Hongarije. Szomori speelde drie wedstrijden.
In zijn actieve tijd was hij aangesloten bij Újpesti TE in Boedapest.
Antal Benda · Sándor Cséfai · Ferenc Cziráki · Miklós Fodor · Lőrinc Galgóczi · János Koppány · Lajos Kutasi · Tibor Máté · Imre Páli · Ferenc Rákosi · Endre Salgó · István Serényi · Sándor Szomori · Gyula Takács · Antal Újváry · Ferenc Velkey